# 怀玉公主
《怀玉公主》，2000年中华电视公司八點檔古装剧，製作單位永真電視電影，製作人周遊、李朝永，导演李朝永、冯凯，主演郑家榆、孙耀威、王皓，武術導演張孝正、丁仰國，片頭題字秦孝儀。華視於2000年4月5日播出，接檔《吉祥如意年年來》。薇薇夫人改著小說，2000年樂山出版公司出版。
2006年1月25日，台灣改編版《刁蠻公主》於廣東衛視首播。
2020年傳出中國大陸有意翻拍此劇。

## 剧情
该剧讲述了南明公主和清朝皇帝、藩王之子之间的爱情故事。

## 演出
| 演员                    | 角色          | 暱稱/關係 |
| 郑家榆                  | 傅怀玉        | 怀玉公主、玉格格 南明永曆帝之女，傅親王之养女。女扮男裝邂逅微服出巡的康熙帝，漸與之相戀。與康熙帝及吳應熊結拜，并陷入三角戀中。在最後得知自己是永曆帝之女的情況下懷上康熙的孩子，最終選擇和康熙在一起。 |
| 孙耀威 （配音：何志威） | 爱新觉罗·玄烨 | 康熙帝 在一次微服出巡中意外喜歡上傅懷玉，處理國事果決，對感情卻顯得優柔寡斷，因而常對太后姪女韻貴人沒輒。 後期從傅榮斬首前夕意外從其口中得知懷玉真正的身世，仍決定替懷玉隱瞞，在經過一連串風波後最終與懷玉在一起。 |
| 王皓                    | 吴应熊        | 吳三桂之子。喜歡傅懷玉，也視康熙為自己重要的友人，最後迎娶建寧公主入門，一開始和建寧不和，但在多次看到建寧為他的付出後也慢慢喜歡上她，最終在自己父親叛亂失敗後，帶著建寧一同向康熙與懷玉兩人道別後離開北京。 |
| 张凤书                  | 建宁公主      | 一開始愛上女扮男裝的傅懷玉；後來愛上吳應熊，便無怨無悔地為應熊付出。知道應熊一開始喜歡懷玉，加上韻貴人暗地挑撥離間，而敵視懷玉；但最終看清韻貴人的真面目而和懷玉成為摯友，最終和应熊一同向康熙與懷玉兩人道別後離開北京。 |
| 杨宝玮                  | 成韻          | 韻貴人 成家長女，太后的姪女，成安的大姊。本劇中唯一出現的康熙妃嬪。有太后撐腰，卻才只有貴人之位。原本真的懷孕卻意外流產，只好繼續假裝懷孕，並極力剷除迷倒康熙帝的傅懷玉。也討厭和成安相戀的芸兒，和孝莊太皇太后之間關係也頗為緊張。最終成功晉升為皇后並強搶一位民婦的兒子當假皇子，于第118集因東窗事發後被康熙下旨賜死。                  |
| 陈莎莉                  | 成仁宪        | 太后 成泰之妹。寵愛建寧公主和自己姪女，並不喜歡傅怀玉並常常針對她，也對成安與芸兒的戀情持反對的態度，後來出現的薩福滿是她的初戀情人。和孝莊皇太后之間的婆媳關係非常緊張，于第118集因成韻貍貓換太子之事爆發後隱居於佛門。 |
| 施羽                    | 图德海        | 圖公公 康熙帝的貼身宦官，忠心且正派。 |
| 黄维德                  | 成安          | 成親王之子，韻貴人與成瑩之弟。 一開始放蕩不羈，行事作風屬於反派角色。被懷玉無心射傷後，與傅家反目成仇，多次連同韻貴人陷害傅家。與芸兒相戀，于第75集因調查懷玉身世遭傅榮失手打死。 |
| 刘雪华                  | 孝庄文皇后    | 太皇太后 童心未泯，非常喜歡新奇新鮮的玩意，和太后之間的婆媳關係非常緊張。因為幫助懷玉一事，而讓她和太后之間的關係更加緊繃。看不慣韻貴人三番兩次陷害懷玉和芸兒而多次出手相救，最終在警告韻貴人後離宮前往江西薩王爺府做客。 |
| 林健寰                  | 傅荣          | 榮貝勒 傅正之子，懷玉名義上的兄長。雖然懷玉非父母所生，但仍將她當成自己的妹妹般疼愛，並百般維護她。和成莹的戀情一路走來始終非常辛苦，好不容易兩人結為夫妻，于第75集因懷玉身世被成安所知失手打死成安，于第76集被捕入獄，于第80集遭到斬首示眾。                                                                                             |
| 许文馨                  | 青青          | 懷玉的貼身丫鬟。 |
| 于佳卉                  | 成莹          | 成家次女，成安的二姊，是成家唯一善良的人，和懷玉之間的關係非常密切。不管成親王、韻貴人與成安的反對，嫁給傅榮。在傅荣遭斬首之前意外得知懷玉的身世，但選擇隱忍下來。直到發現自己懷有傅荣的遺腹子，離開傅家前往別處養胎，在生下孩子後才回到傅家。                                                                                            |
| 刘克勉                  | 成泰          | 成親王 韻貴人、成安與成瑩的父親，心胸狹窄，處處針對傅家，也曾在官場上陷害芸兒的父親。對於韻貴人兩次假懷孕一事均知情，東窗事發被趕離北京、告老還鄉。 |
| 周绍栋                  | 傅正          | 傅親王 傅懷玉的養父，雖非懷玉的生父但對她的教養頗為嚴格，雖對懷玉常闖禍感到傷腦筋但仍不失為一個照顧她的好父親。在傅榮遭斬首後，因剛好接到前往水災災區救災的命令，無奈下只能將妻子交由孝莊皇太后和懷玉照顧；後期因懷玉身世一事曝光被太后下旨問罪入獄，最後被康熙赦免並恢復其身份地位。                                                     |
| 李欣                    | 佟淑德        | 德福晋 傅懷玉的養母，康熙的姨妈，康熙生母孝康章皇后的姊妹，個性溫柔婉約，但因知道懷玉真正的身世有時會顯得有些神經質，但仍盡力做好一個母親的職責；後期在失去傅榮後，傷心過度導致精神出現狀況，後在成韻的詭計下在太后面前說出真相，結果跟傅親王一同被太后下旨問罪入獄，最後被康熙赦免並恢復其身份地位，也在事後再次認懷玉為自己真正的女兒。 |
| 马惠珍                  | 兰姨          | 反清義士，為了守護懷玉，進入傅府假裝奶媽照顧懷玉。 |
| 江祖平                  | 芸儿          | 芸格格 忽倫善將軍之女，被康熙收作義妹，與救命恩人懷玉變成好友。因父親被成泰陷害，原先入宮是要報復康熙；但在孝莊皇太后的斡旋和康熙事後的彌補下，加上與成安相戀後選擇放下一切。後得知成安死訊，剃度出家。 |
| 陈志朋                  | 薩哈都        | 哈都小王爺 薩福滿之子，生性風流，但最終對芸兒有意，因而視成安為情敵。和康熙與懷玉等人關係不壞。最終薩王爺邀孝莊皇太后回江西作客時，亦有打算去芸兒剃度出家的佛寺看望她。 |
| 柳翰雅                  | 薩哈雅        | 阿雅格格 薩福滿之女，哈都的妹妹，個性比懷玉更加鬼靈精怪和不守規矩。原先對康熙有意，但最終成就他和懷玉的戀情。一開始也被韻貴人挑撥離間，而對懷玉沒有好感；但最終看清韻貴人的真面目而和韻貴人劃清界線，成為懷玉的摯友之一。 |
| 顧寶明                  | 薩福滿        | 薩王爺 薩哈都與薩哈雅之父，太后的初戀情人，孝莊皇太后之友人。個性看似輕浮，卻洞悉所有的事情。多次幫助受到韻貴人迫害的懷玉，也曾警告吴三桂別在雲南興風作浪，離宮前告知太后別反被自己的姪女利用來陷害別人。 |
| 德馨                    | 燕儿          | 伺候韻貴人的宮女之一，跟嫣紅相較下心地善良，但因個性冒失，常被韻貴人指責和挨罵。知道韻貴人用私刑打死茵茵，在康熙審問韻貴人時在眾人面前擔下罪責並自我了斷。 |
| 李志坚                  | 吴三桂        | 吳應熊之父，個性陰狠毒辣，懷玉真正的殺父仇人，與應熊之間的關係相當緊張，同時反對他跟懷玉之間的戀情，最終趁應熊和建寧離家期間舉兵造反後被康熙平定。 |
| 明金成                  | 尚之信        | 福建平南王尚可喜的兒子。在成傅兩家關係緊張時，向成家提出迎娶成瑩的要求。于第77集因知道懷玉身世，先被應熊刺傷後被建寧公主所殺。 |
| 张茵茵                  | 茵茵          | 因為青青離宮辦事而找來伺候懷玉的宮女，視青青為師傅，個性比青青更加冒失，卻對懷玉忠心耿耿。之後因發現韻貴人二度假懷孕一事而遭活逮，被韻貴人用私刑活活打死，下場淒慘。 |
| 刘婉慈                  | 嫣红          | 伺候韻貴人的宮女，經常想出邪惡的點子幫助韻貴人陷害傅懷玉，對於韻貴人假懷孕一事均知情，最後和韻貴人一同被康熙下旨賜死。 |
| 趙麗蓉                  | 蘇麻喇姑      | 苏嬷嬷 伺候孝莊皇太后的宮女，個性嚴謹，卻對鬼靈精的孝莊皇太后一點辦法也沒有。和孝莊一樣，常幫助受韻貴人陷害的懷玉等人。身手不錯，曾以輕功教訓擅闖孝莊皇太后住所的韻貴人。 |
| 白怡晰                  | 尚可喜        | 福建平南王，尚之信之父。與吳三桂相較之下個性十分的軟弱，對尚之信的衝動行事作風常感到頭疼。 |
| 黑面                    | 小乙子        | 图德海之徒弟。于103集因发现成韵二度假孕而被成泰杀害 |
| 李國超                  | 聚寶齋老闆    | |
| 高鋒                    | 小路子        | |
| 李艺民                  | 顾一洲        | |
| 陈启峻                  | 吴胜山        | |
| 馮光榮                  | 高將軍        | 清軍攻破南明首都，將懷中的南明公主懷玉託付給當時領清兵破城的傅正，然後自刎而死。 |

## 歌曲
- 華視版片頭曲：《威風時刻》

作詞：許常德；作曲：松本孝弘；主唱：孫耀威
- 華視版片尾曲：《時間的秘密》

作詞：許常德；作曲：潘協慶；主唱：許茹芸
- 華視版片尾曲2：《不要再說愛我》

作詞：方文山；作曲：謝亨芳；編曲：董事長樂團；主唱：動力火車
- 華視版片尾曲3：《你是情人還是敵人》

作詞：黃桂蘭；作曲：Team Cappuccino；主唱：孫耀威、黃靖紘
- 中國大陸版片頭曲：《才子佳人》

作詞：厲曼婷；作曲：黃明洲；主唱：王皓、黄維德、韓瑜、蔡安蕎、大小百合
是2001年華視八點檔古装剧《才子佳人乾隆皇》片頭曲。

## 外部連結
- YouTube華視戲劇頻道《懷玉公主》第1集 （页面存档备份，存于）

## 作品的變遷
| 臺灣 華視 星期一~五20:00 - 21:30 · 7月25日 20:00 - 20:30 | 臺灣 華視 星期一~五20:00 - 21:30 · 7月25日 20:00 - 20:30 | 臺灣 華視 星期一~五20:00 - 21:30 · 7月25日 20:00 - 20:30 |
| -------------------------------------------------------- | -------------------------------------------------------- | -------------------------------------------------------- |
|                                                          | 懷玉公主 （2000.04.05 - 2000.07.25）                     |                                                          |
| 吉祥如意年年來 （2000.02.22 - 2000.04.04）               | 鹿鼎記(2000年版本) （2000.07.25 - 2000.09.06）           |                                                          |